# Создание партии
«Великое дело основания партии» (кит. упр. 建党伟业, пиньинь Jiàn Dǎng Wěi Yè, палл. Цзянь дан вэй е; англ. Beginning of the Great Revival) — китайский исторический фильм, выпущенный в 2011 году к 90-летию Коммунистической партии Китая. Режиссёры фильма — Хуан Цзяньсинь и Хань Санпин. В общей сложности 108 известных китайских актеров играли в различных частях фильма, в том числе Энди Лау и Чоу Юнь-Фат.
Фильм вторая часть трилогии «Великое дело основания государства» (2009) и «Основание армии» (2017).

## Сюжетная линия
Действие картины разворачивается в период между Синьхайской революцией 1911 года  и основанием Коммунистической партии Китая в 1921 году.
В начале XX века Китай был политически фрагментированным[неизвестный термин]. После Первой мировой войны западные страны передали Циндао и бывшую германскую колонию Цзяо-Чжоу Японской империи, что спровоцировало рост революционных настроений среди молодежи Китая, которые привели к созданию Движения 4 мая.
В марте 1920 года большевик Григорий Войтинский прибыл в Китай в попытке распространить коммунизм на Дальнем Востоке, а 22 июля 1921 года тринадцать представителей со всего Китая съехались в Шанхай, чтобы оформить создание коммунистической партии.

## Актёры
| Актёр             | Роль                            |
| ----------------- | ------------------------------- |
| Лю Е              | Мао Цзэдун в молодости          |
| Тан Гоцян         | Мао Цзэдун в зрелые годы        |
| Чэнь Кунь         | Чжоу Эньлай                     |
| Ли Цинь           | Ян Кайхуэй                      |
| Хуан Цзюэ         | Ли Да                           |
| Ляо Фань          | Чжу Дэ                          |
| Чоу Юньфат        | Юань Шикай                      |
| Ци Юйу            | Ван Цзиньмэй                    |
| Ван Сюэбин        | Бао Хуэйсэн                     |
| Чжан Ишань        | Дэн Эньмин                      |
| Тун Жуйсинь       | Чэнь Гунбо                      |
| Фань Чжибо        | Цай Чан                         |
| Ли Цзин           | Юань Kэдин                      |
| Бай Бинg          | Ли Инь                          |
| Хуан Лэй          | Цао Жулинь                      |
| Ду Чунь           | Сюй Дэхэн                       |
| Ван Синьцзюнь     | Сюй Чунчжи                      |
| Тао Цзэжу         | Чжан Сюнь                       |
| Лю Ивэй           | Дуань Чжигуй                    |
| Хоу Юн            | Тан Шаои                        |
| Чжао Лисинь       | Ян Минчжай                      |
| Дай Сюй           | Юй Фанчжоу                      |
| Ли Ци             | Жена Линь Чэньжу                |
| Ян Ян             | Ян Кайчжи                       |
| Юй Шаоцюнь        | Мэй Линьфан                     |
| Лю Пэйци          | Гу Хунмин                       |
| Чжан Силинь       | Ван Чжэнтин                     |
| Ван Лихун         | Ло Цзялунь                      |
| Ма Цзин           | Репортёр                        |
| Хэ Юньвэй         | Французский переводчик          |
| Сюй Хайцяо        | Цюй Цюбо                        |
| Вэнь Жохань       | Чжан Тайлэй                     |
| Лю Тао            | Жена Цзинь                      |
| Цзин Божань       |                                 |
| Лю Е              |                                 |
| Анна Фан          |                                 |
| Хун Цзяньтао      | Хуан Син                        |
| Бао Бэйэр         | Студент Пекинского университета |
| Сергей Барковский | Владимир Ленин                  |
| Витас             | Григорий Войтинский             |

| Актёр             | Роль                      |
| ----------------- | ------------------------- |
| Чжан Цзяцзэ       | Ли Дачжао                 |
| Ли Чэнь           | Чжан Гочоу                |
| Янь Жуйхань       | Пу И                      |
| Чан Чэнь          | Чан Кайши                 |
| Чжан Голи         | Чан Кайши в старости      |
| Чжоу Сюнь         | Ван Хуэйу                 |
| Энди Лау          | Цай Э                     |
| Чжан Ханьюй       | Сун Цзяожэнь              |
| Хэ Пин            | Хэ Шухэн                  |
| Тань Кай          | Чэнь Тайньцю              |
| Хуан Сюань        | Лю Жэньцзин               |
| Мишель Е          | Ли Личжуан                |
| Ван Лодань        | Чжан Жомин                |
| Чэ Юнли           | Лу Сяомань                |
| Лю Юньлун         | Цзян Байли                |
| Лю Вэньчжи        | Сюй Шичан                 |
| Фань Вэй          | Ли Юаньхун                |
| Алекс Фонг        | Ян Ду                     |
| Дэниел Ву         | Ху Ши                     |
| Цзу Фэн           | Дэн Чжунся                |
| Линь Шэнь         | Дуань Сипэн               |
| Шу Яосюянь        | У Бинсян                  |
| Го Цзинлинь       | Чжан Цзунсян              |
| Фэн Даньин        | Чжан Цуйси                |
| Чэнь Даомин       | Веллингтон Ку             |
| Жэнь Чжэнбинь     | Вэй Чэньцзу               |
| Се Мэнвэй         | Водитель                  |
| Фань Лэй          | Начальник телохранителей  |
| Ван Шосинь        | Ли Фучунь                 |
| Ли Сюэцзянь       | Ян Чанцзи                 |
| Дэн Чао           | Чэнь И                    |
| Вэнь Чжан         | Дэн Сяопин                |
| Сяо Шэньян        |                           |
| Чэнь Госин        |                           |
| Дун Цзе           | Сун Цин-лин               |
| Цзоу Цзюньбо      | Чжу Цишэн                 |
| Эрик Цанг         | репортёр газеты Дагун Бао |
| У Синэр           | Наложница Юань Шикая      |
| Андриан Геращенко | Хенк Сневлит              |
| Ду Чжиго          | Полицейский               |
| Фэн Юаньчжэн      | Чэнь Дусю                 |

| Актёр              | Роль                                                       |
| ------------------ | ---------------------------------------------------------- |
| Пань Юэмин         | Цай Гасан                                                  |
| Дун Сюань          | Сян Цзинъюй                                                |
| Тан Вэй            | Тао И                                                      |
| Ян Ин              | Сяо Фэнсянь                                                |
| Ма Шаохуа          | Сунь Ятсен                                                 |
| Чжоу Цзе           | Ли Ханьцзюнь                                               |
| Ван Даньжун        | Дун Биу                                                    |
| Чжан И             | Чжоу Фохай                                                 |
| Ван Сюэци          | Цай Юаньпэй                                                |
| Ван Бо-цзе         | Сяо Цзышэн                                                 |
| Джон Ву            | Линь Сэнь                                                  |
| Цинь Лан           | Су Сюэлинь                                                 |
| Рэй Лю             | У Пэйфу                                                    |
| Чжао Бэньшань      | Дуань Цижуй                                                |
| Фэн Гун            | Фэн Гочжан                                                 |
| Чжао Чэньхао       | Заместитель Фэн Гочжана                                    |
| Ник Чун            | Лян Цичао                                                  |
| Жэнь Чжун          | Юань Цзяшэн                                                |
| Чжан Цзянь         | Линь Чэньжу                                                |
| Ся Фань            | Чжан Шэньфу                                                |
| Цзян Шань          | Чэнь Яньань                                                |
| Чжан Шань          | Чжан Болин                                                 |
| Линь Юнцзянь       | Лу Цжэнсян                                                 |
| Тянь Сяоцзе        | Альфред Сао-ке Цзе                                         |
| Чжао Чэнгуан       | Репортёр                                                   |
| Сюй Чжэн           | Заместитель Дуань Цижуя                                    |
| Хань Гэн           | Дэн Сяопин                                                 |
| Юй Сяогуан         | Лю Шаоци                                                   |
| Фань Бинбин        | Вдовствующая императрица Лун Юй                            |
| Фу Синьбо          |                                                            |
| Не Юань            | Чэнь Цимэй                                                 |
| Линь Сян           | Учительница                                                |
| Мириам Юн          | Подросток из Гонконга                                      |
| Алекс Фонг Лик-Сан | Подросток из Гонконга                                      |
| Такуя Кимура       | Японский офицер                                            |
| Миура Кэнъити      | Представитель Японии, подписавший Двадцать одно требование |